# Хольм-Нильсен, Лауриц
Лауриц Бродер Хольм-Нильсен (дат. Lauritz Broder Holm-Nielsen, 8 ноября 1946) — датский ботаник. 

## Биография
Лауриц Хольм-Нильсен родился 8 ноября 1946 года. 
Хольм-Нильсен имеет докторскую степень в области ботаники в Орхусском университете и является его ректором.   
Лауриц Хольм-Нильсен двенадцать лет работал для Всемирного банка, разрабатывая стратегии в области образования, повышения квалификации, научных исследований и обеспечения финансирования проектов.

## Научная деятельность
Лауриц Хольм-Нильсен специализируется на Мохообразных и на семенных растениях. 

## Избранные публикации
- Haynes, R.R. & L.B. Holm-Nielsen. 2001. Potamogetonaceae. Flora Neotropica, Monogr: 85, 1—52.
- Haynes, R.R. & L.B. Holm-Nielsen. 1994. Alismataceae. Flora Neotropica, Monogr. 64, 11—12.
- Haynes, R.R. & L.B. Holm-Nielsen. 1992. Limnocharitaceae. Flora Neotropica, Mgr. 56, 1—34.
- Holm-Nielsen et al. 1989. Tropical Forests, Dynamics and Diversity. 394 pp. Academic Press.
- Holm-Nielsen et al. 1988. Passifloraceae — en Harling & Andersson, Flora de Ecuador 31, 130 pp.
- Holm-Nielsen et al. 1987. Reforestación de los Andes Ecuatorianos con Especies Nativas. Quito, 118.
- Holm-Nielsen, L.B. & R.R. Haynes. 1986. Alismatidae — en Harling & Sparre, Flora de Ecuador 26, 1—83.
- Larsen, K. & L.B. Holm-Nielsen. 1979. Tropical Botany. Eds. 453 pp. Academic Press.